# Dans la cuisine des Nguyen
Pour plus de détails, voir Fiche technique et Distribution.
Dans la cuisine des Nguyen est un film musical français réalisé par Stéphane Ly-Cuong, sorti en 2024. 

## Synopsis
Jeune comédienne d’origine vietnamienne, Yvonne Nguyen rêve d’une carrière dans la comédie musicale au grand désespoir de sa mère qui aimerait la voir exercer un métier plus sérieux, en l'occurrence reprendre le restaurant qu'elle dirige en banlieue. Les deux femmes finiront-elles par surmonter leur différence de vue dans l'exercice de la cuisine traditionnelle vietnamienne ?

## Fiche technique
- Titre : Dans la cuisine des Nguyen
- Réalisation et scénario : Stéphane Ly-Cuong[1]
- Photographie : Alexandre Icovic
- Musique : Clovis Schneider
- Chansons : Clovis Schneider et Thuy-Nhân Dao (musique) ; Christine Khandjian et Stéphane Ly-Cuong (paroles)
- Pays de production : France
- Production : Amélie Quéret / Respiro productions[1]
- Distribution : Jour2fête Distribution[1],[2]
- Format : 2.39[2] / Couleurs
- Genre : comédie musicale
- Durée : (94 minutes[1] ou) 99 minutes[2]
- Année : 2024[1],[2]
- Date de sortie[4] : 
  - 11 octobre 2024 au Festival international du film de Saint-Jean-de-Luz
  - Sortie nationale : 5 mars 2025[1],[2]

## Distribution
- Clotilde Chevalier : Yvonne Nguyen
- Anh Tran-Nghia : Ma
- Leanna Chea : Fu Fen
- Gaël Kamilindi : Cornelius Lemercier, dit Koko
- Linh-Dan Pham : Truc Dao
- Thomas Jolly : Philippe Vernon
- Camille Japy : Angela
- Christophe Tek : Georges
- Marie-Thérèse Priou : Tata Ha
- Anandha Seethanen : Lina
- Maud Léone : Juliette
- Jérémy Petit : Jérémy
- Pierre Cachia : Gus
- Olivier Ruidavet : Bernard
- Pierre-Antoine Brunet : Fabrice
- Jeremy Lewin : Thibaut
- Quentin Thébault : Baptiste
- Quentin Raymond : Mathieu
- Charlotte Darragon : L'assistante casting
- Stéphane Ly-Cuong : Jimmy Truong
- Châu Belle Dinh : Pa
- Audrey Giacomini : Ma jeune

## Bande originale
La bande originale est signée par le compositeur Clovis Schneider et la Disc jockey-chanteuse de pop vietnamienne Thuy-Nhân Dao. Christine Khandjian et le réalisateur Stéphane Ly-Cuong officient en tant que paroliers. Elle comporte 41 titres.
1. Bonjour, hello! - Clotilde Chevalier
2. La reine des Nems - Clotilde Chevalier
3. De retour chez Ma
4. La chambre d'Yvonne
5. Disco Cendrillon - Clotilde Chevalier
6. Chère Fée des Lilas
7. La vie en comédie musicale, répétition - Clotilde Chevalier
8. La recette des banh cuon
9. Souvenir de Pa
10. La vie en comédie musicale, audition - Clotilde Chevalier
11. Mot Hai, Cha Cha Cha - Linh-Dan Pham
12. Pivot pirouette dauphin triplette - Camille Japy
13. La baie d'Halong
14. Tinh yeu oi (Truc Dao's Love Song) - Linh-Dan Pham
15. La Reine des Nems / Saveurs mexicaines - Clotilde Chevalier
16. Danse des Femmes Asiatiques - Clotilde Chevalier
17. La boîte à biscuits
18. Les chips de crevette
19. Improvisation d'Yvonne - Clotilde Chevalier
20. La chanson de Fleur de Lotus - Clotilde Chevalier
21. Parfum Riz vert
22. La légende du banh chung
23. Ma endormie
24. La chanson de Fleur de Lotus - Leanna Chea
25. Le rêve d'Yvonne
26. Dans la loge - Clotilde Chevalier
27. La boîte en plastique
28. Qui je suis - Clotilde Chevalier
29. Transition
30. Dans la cuisine des Nguyen - Clotilde Chevalier
31. Bonjour, hello! (Instrumental)
32. Disco Cendrillon (Instrumental)
33. La vie en comédie musicale, répétition (Instrumental)
34. La vie en comédie musicale, audition (Instrumental)
35. Mot Hai, Cha Cha Cha (Instrumental)
36. Pivot pirouette dauphin triplette (Instrumental)
37. Tinh yeu oi (Truc Dao's Love Song) (Instrumental)
38. Danse des Femmes Asiatiques (Instrumental)
39. Improvisation d'Yvonne (Instrumental)
40. Qui je suis (Instrumental)
41. Dans la cuisine des Nguyen (Instrumental)